# Deinocerites nicoyae
Deinocerites nicoyae är en tvåvingeart som beskrevs av Abdiel José Adames och Charles L. Hogue 1969. Deinocerites nicoyae ingår i släktet Deinocerites och familjen stickmyggor. Inga underarter finns listade i Catalogue of Life.